# Saddleworth (Engeland)
Saddleworth is een civil parish in het bestuurlijke gebied Oldham, in het stedelijk graafschap (metropolitan county) Greater Manchester. De plaats telt 25.460  inwoners.

## Geboren
- Ivan Hirst (1916-2000), officier en ingenieur, leidde wederopstanding van Volkswagen
- Andrew Driver (1987), voetballer